# 운향
운향(芸香)은 운향과의 상록 작은떨기나무이다. 일본어인 "헨루다(ヘンルーダ)"는 화란어(네덜란드어)인 wijnruit([ˈʋɛinrœyt])에서 유래되었다. "루"(rue) 혹은 "코먼 루"(common rue)로도 불린다. 학명은 Ruta graveolens.
지중해 연안 지방이 원산지이고 나무 높이는 50cm에서 1m 정도이다. 그 잎은 청회색을 띤 것과 노란 빛이 짙은 것, 점박이 잎을 갖는 것 등이 있는데 마주나기로 두번 깃꼴 겹잎이고 초피나무를 좀 달게 한 듯한 냄새가 있다. 둥긋함을 뗘 미끈한 잎이 레이스모양으로 우거져서 "우아한 허브"로 불리다. 그 꽃은 여름꽃이며 노란 4-5판 꽃인데 그다지 관상가치는 없다.
에도 시대에 들어오고 그 잎에 포한되는 시네올라는 정유성분이 통경제·진경제·구충제 등으로 이용되며 요리에 냄새를 더하기에도 쓰였었지만, 옻나무와 같이 살에 닿으면 염증을 일으키는 등 독성이 있는 것으로 보여서, 지금은 거의 그 목적에는 쓰이지 않다. 정유(精油)로 채취된 루유( -油)는 그라파 등 냄새를 더하기로 쓰이다.
운향(芸香)은 서표로 쓰면 벌레가 책 먹는 것을 막다고 한다. 옛날은 서재(書齋)를 "운실(芸室)"라고도 했다.
"안경의 허브"로 불릴 만큼 시력을 높일 효과가 있다고 믿어져 있었다. 그 때문 고대 로마에서는 화가들은 이것을 대량 먹었었다고 한다. 그러나 서력 기원 1세기에 디오스코리데스는 임신중 내복의 위험성에 대하여 경고해 있다.
운향(芸香)은 춘분 후 3일 정도가 간 즈음에 씨를 뿌리기로 기루다. 건조에 강하나 반내한성이며 고온다습에도 좀 약하다.
한편 운향과(芸香科)는 라틴어(학명)에서 Rutaceae라고 해서 루타속(Ruta)이 이 과를 대표하는 속(모식속)이 돼 있는 때문 일찍이 일본어에서는 "헨루다과"라고 불렸었지만 일본 사람에게는 헨루다보다 미칸(ミカン/みかん(蜜柑))이 친근한 식물인 때문, 1960년대 가운데 즘부터 "미칸과(ミカン科)"라고 부르게 됐다.
신약성경에도 언급되어 있는데, 예수는 바리새인들의 그릇된 신앙을 비판하며 운향을 언급했다. (누가복음 11:42) 마태복음에는 회향으로 기록되어 있다. (마태복음 23:23)

## 참고 문헌
- Santich, Barbara; Bryant, Geoff (2008). 《Edible: An Illustrated Guide to the World's Food Plants》 (hardcover) (영어). 워싱턴 D.C.: 내셔널 지오그래픽 협회. ISBN 9781426203725.

## 같이 보기
- 루틴(일본어판)(Rutin)
- 이마비키소(일본어판)(忌火起草/기화기초) - 제명인 "이마비키소"(忌火起草/기화기초)는 운향에 바탕을 두고 창작된 들풀이다.
- 운테이(芸亭)